# Saugeais

Vlajka Saugeais
Poměr stran: 2:3

Znak Saugeais

Saugeais (dříve Sauget) je oblast na východě Francie v pohoří Jura, která se proslavila jako mikronárod nazvaný Svobodná republika Saugeais (francouzsky République libre de Saugeais).

## Historie
V údolí Saugeais zahrnujícím jedenáct obcí zřídili v roce 1150 páni z Joux samostatné opatství. Odlehlá hornatá oblast na horním toku řeky Doubs si uchovala vlastní folklór, způsob života i dialekt až do 20. století. Vyhlášení republiky proběhlo kuriózním způsobem. V roce 1947 přijel na odvody branců do Montbenoit prefekt Ottaviani a zastavil se v místním hotelu. Jeho majitel Georges Pourchet návštěvníkovi při jídle vyprávěl o historii Saugeais a žertem prohodil: "Vlastně byste potřeboval povolení ke vstupu na území naší svobodné republiky." Prefekt byl v dobrém rozmaru a pohotově odpověděl: "Dobře, tak jste republika a vy tak dobře vaříte, že vás jmenuji jejím prezidentem." Podnikavý pan Pourchet využil situace a učinil ze "své" republiky turistickou atrakci. Po jeho smrti v roce 1968 to vypadalo, že státeček zanikne, ale roku 1972 proběhla dobročinná slavnost ve prospěch opravy historické budovy opatství a při té příležitosti občané prohlásili novou prezidentkou manželku zakladatele Gabrielle Pourchetovou. Ta zemřela v roce 2005 ve věku devadesáti devíti let (byla tedy suverénně nejstarší hlavou státu na světě, budeme-li Saugeais považovat za stát) a její nástupkyní se stala dcera Georgette Pourchet-Bertinová. Povinností prezidenta je vítat návštěvníky, dopisovat si s fanoušky a poskytovat interview novinářům, kteří se o tuto historicko-politickou anomálii zajímají. Předsedou vlády je od roku 1990 Jean-Marie Nicod.

## Republika

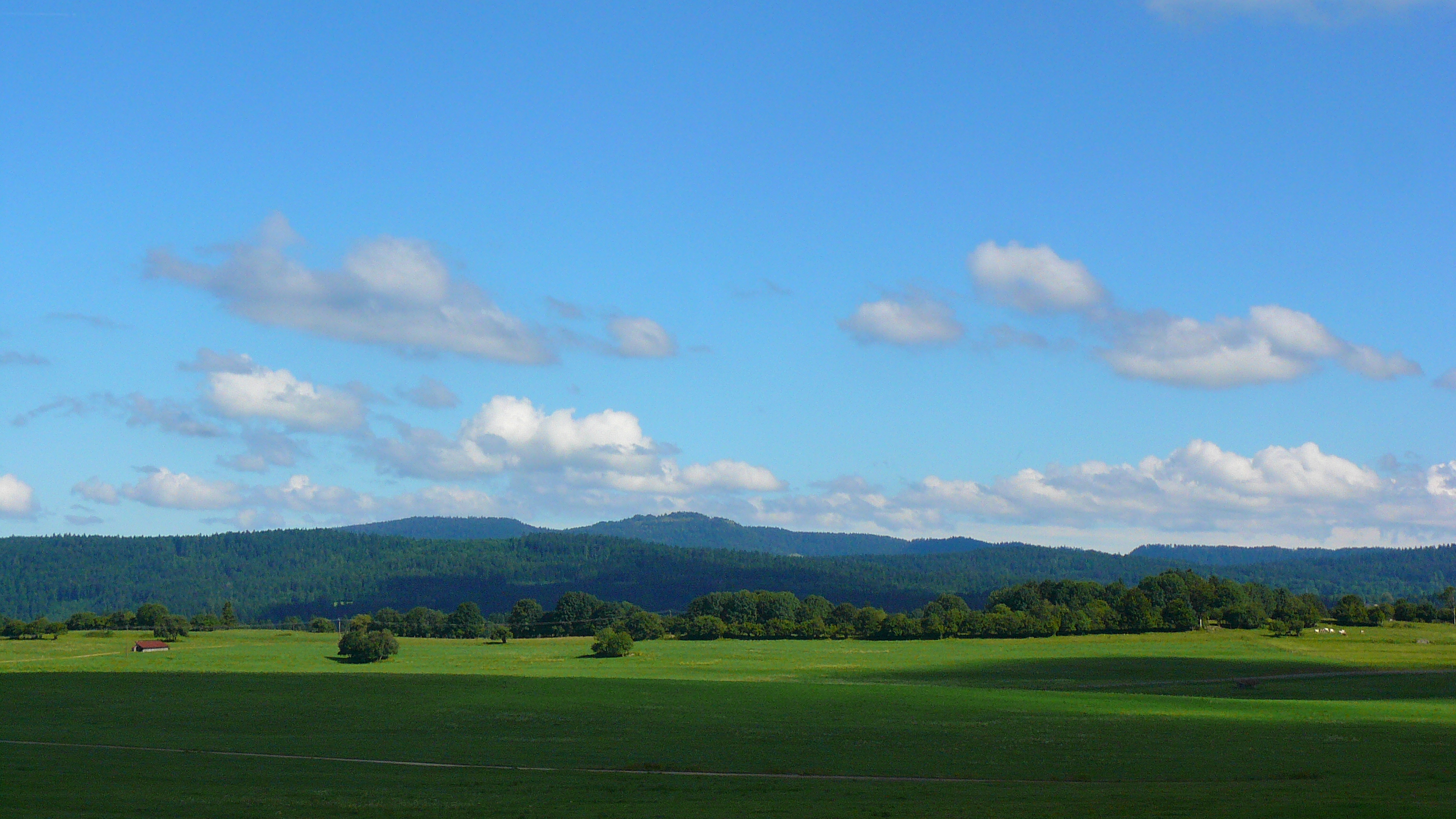
Krajina v Saugeais

Saugeais má rozlohu 125 km² a zhruba 4 500 obyvatel (k tomu asi 500 čestných občanů po celém světě), hlavním městem je Montbenoit. Státní vlajka je černo-červeno-žlutá vertikální trikolóra se státním znakem v prostředním pruhu. Znak zobrazuje biskupskou berlu a rytířskou přilbu připomínající tradici církevní i světské samosprávy, trojvrší s borovicí symbolizující hornaté území a bílou vlnovku na zeleném poli jako řeku Doubs. Státní hymnou je píseň Kdyby všichni lidé na světě, jejíž hudbu složil v roce 1910 Theodore Botrel a místní zpěvák Joseph Bobillier k ní napsal slova v saugeaiském nářečí . Republika Saugeais má vlastní televizní stanici, uděluje také státní vyznamenání. Pro chudý region s drsným klimatem je recesistická republika lákající četné zvědavce vítaným zdrojem příjmů. Vztahy s francouzskou vládou jsou korektní: svědčí o tom skutečnost, že v roce 1987 vydala francouzská pošta známku připomínající 40. výročí založení republiky Saugeais. Republika má také svoji fotbalovou reprezentaci, která ovšem hraje jen neoficiální utkání, protože mezinárodně neuznávaný stát nemůže být členem FIFA .

## Královna
Ačkoli je Saugeais hrdé na svůj republikánský status, přece má "královnu". V roce 2006 jí byla korunována nejslavnější místní občanka, olympijská vítězka v biatlonu Florence Baverel-Robertová.